# ليلى عبد الله (كاتبة عمانية)
ليلى عبد الله (1982-) المعروفة أيضًا باسم ليلى البلوشي هي كاتبة وشاعرة وناقدة عمانية، أصدرت في 2014 كتابين هما «رسائل حب مفترضة بين هنري ميللر وأناييس نن»، و«هواجس غرفة العالم»، الذي حاز على جائزة أفضل إصدار في المقالات في مسقط عام 2015، أصدرت مجموعة قصصية بعناون «كائناتي السردية» عام 2016 التي حازت على جائزة أفضل كتاب قصصي في مسقط عام 2016. جمعت انطباعاتها القرائية في كتابها الذي حمل اسمها الجديد رأيكة وكتاب وكوب من القهوة» (2018)، وأصدرت أيضا كتابين في أدب الطفل، وروايتها الأولى «دفاتر فارهو» (2018) عن مآسي اللاجئين الأفارقة،  ترجمت بعض نصوصها الشعرية إلى عدة لغات، منها البولندية والإسبانية.

## مؤلفات
صدرت لها عدة أعمال أدبية منها:
- «رسائل حب مفترضة بين هنري ميللر وأناييس نن»، مؤسسة الإنتشار العربي، 2014، عدد الصفحات:359 صفحة.[4]
- «هواجس غرفة العالم: مقالات»، المؤسسة العربية للدراسات والنشر، بيروت، 2014، عدد الصفحات:399 صفحة.[5]
- «كائناتي السردية: قصص قصيرة»، دار نينوى للدراسات والناشر والتوزيع، دمشق، 2016، عدد الصفحات:126 صفحة.[6]
- «أريكة وكتاب وكوب من القهوة»، مداد للنشر والتوزيع، دبي، 2018، عدد الصفحات:263 صفحة.[7]
- «دفاتر فارهو: رواية»، منشورات المتوسط، 2018، عدد الصفحات:244 صفحة.[8]
- «صمت كالعبث: قصص»، مركز نهر النيل للنشر، الزقازيق، مصر، 2008، عدد الصفحات:151 صفحة.[9]
- «أدب الطفل في دولة الإمارات»، بالاشتراك مع عائشة بنت حمود الشحي ومنيرة بنت عبد الله البلوشي، المجلس الأعلى لشؤون الأسرة، الشارقة، 2007، عدد الصفحات:264 صفحة.[10]
- «قلبها التاسع-قصص قصيرة جداً»، بلاتينيوم بوك، 2014، عدد الصفحات:101 صفحة.[11]

## جوائز
- جائزة أفضل إصدار في المقالات في مسقط عام 2015 عن عمل «هواجس غرفة العالم».
- جائزة أفضل كتاب قصصي في مسقط عام 2016 عن عمل «كائناتي السردية».